# Iły warwowe

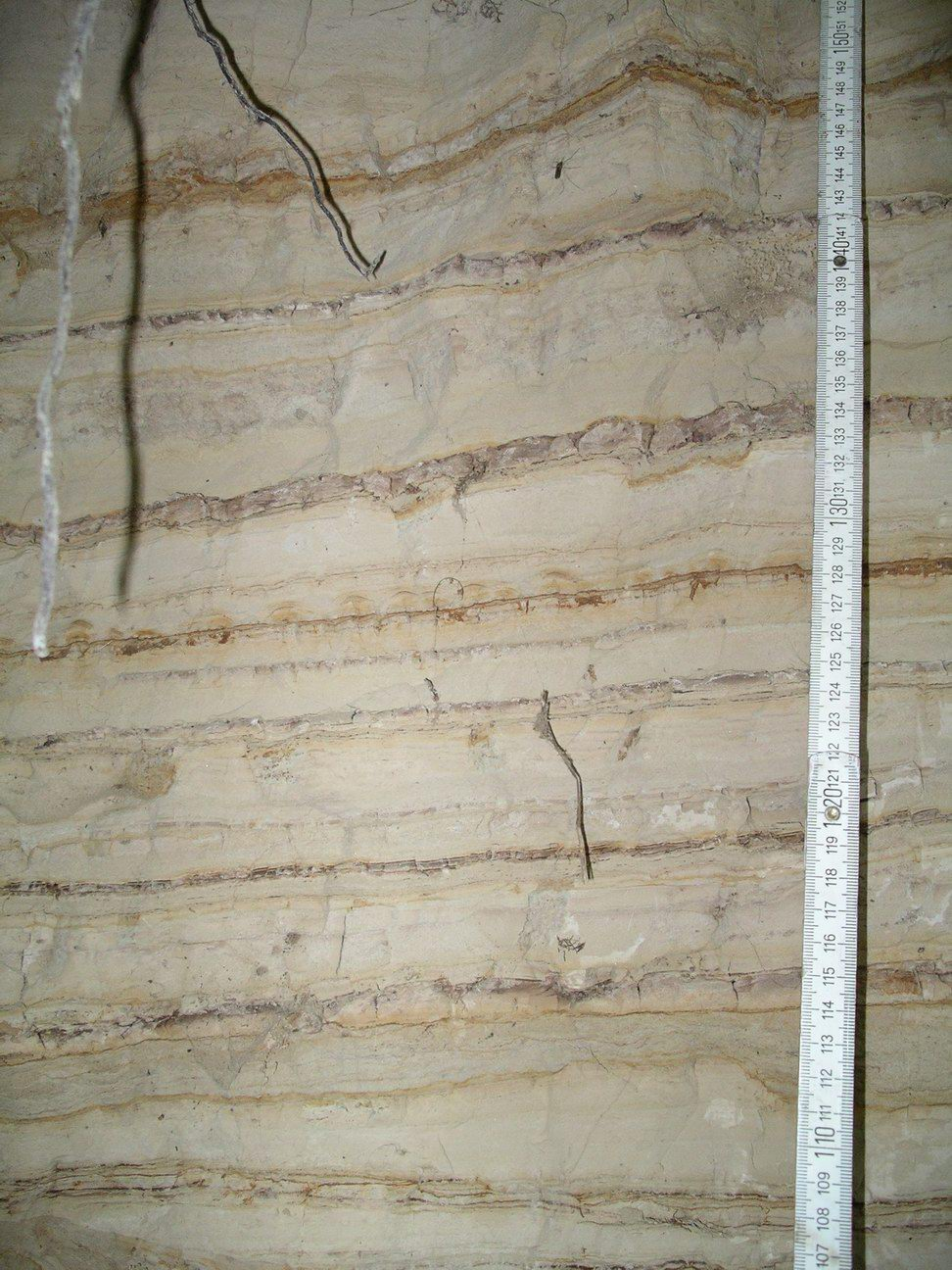
Iły warwowe w Brandenburgii

Iły warwowe (wstęgowe, zastoiskowe) – skała osadowa, bardzo drobnoziarnisto okruchowa, rodzaj iłów o pochodzeniu limnoglacjalnym.

## Pochodzenie i właściwości
Ił warwowy jest przykładem warwitu i rytmitu.
Iły warwowe są pochodzenia polodowcowego, odznaczają się wyraźnym warstwowaniem w postaci układu warstewek na przemian  jasnych (osadzanych w lecie) i ciemnych (osadzanych w zimie), tzw. warw. Nazwa ta pochodzi z języka szwedzkiego (warwa – wstążka).
W swoim składzie oprócz minerałów ilastych zawierają ziarna kwarcu różnej wielkości. Iły warwowe powstawały w zastoiskach u czoła lądolodu, współcześnie tworzą się na obszarach polarnych. W Polsce występują w pasie nizin i na pojezierzach.

## Zastosowanie
Badanie warw umożliwia określenie wieku osadów w latach (warwochronologia). Poprzez dokładną porównawczą korelację osadów iłów warwowych (i podobnych) wielu zastoisk i jezior z różnych krajów, dokonano dokładnej analizy czasu występowania niektórych zjawisk w najmłodszej historii geologicznej, do kilku tysięcy lat temu. W osadach tych podczas analizy znaleźć można typowe składniki opadów z atmosfery z poszczególnych lat, jak np. różniące się gatunkowo i zasięgiem występowania pyłki roślinne, ślady popiołów wulkanicznych nawet odległych wulkanów, pył kosmiczny i inne.
Zastosowaniem przemysłowym jest jako surowiec do produkcji cegieł, dachówek czy klinkieru i innych wyrobów ceramicznych, także w przemyśle budowlanym i papierniczym.